# Ivan Cjupa
Ivan Ivanovyč Cjupa (in ucraino Іван Іванович Цюпа?; Elyzavetivka, 25 giugno 1993) è un calciatore ucraino, difensore dell'Olimpia Grudziądz.

## Carriera
Ha giocato nella prima divisione ucraina.

## Palmarès

### Club

#### Competizioni nazionali
- Perša Liha: 1

Illičivec': 2016-2017